# Fátima Bernardes
Fátima Bernardes, all'anagrafe Fátima Gomes Bernardes (Rio de Janeiro, 17 settembre 1962), è una giornalista e conduttrice televisiva brasiliana.

## Biografia
Dopo aver studiato giornalismo all'Università federale di Rio de Janeiro, nel 1983 Fátima Bernardes ha iniziato a lavorare per il giornale O Globo. Nel 1987 è stata assunta a Rede Globo, dove ha raggiunto popolarità due anni più tardi conducendo Journal da Globo. Ha presentato anche Fantástico, Jornal Hoje e Jornal Nacional; per quest'ultimo notiziario ha lavorato dal 1998 al 2011. Dal 2012 conduce un talk show mattutino,  Encontro com Fátima Bernardes.

## Vita privata
Fátima Bernardes ha sposato in seconde nozze il collega William Bonner nel 1990 ma i due hanno poi divorziato nel 2016. Dall'unione sono nati nel 1997 tre figli gemelli, Vinicius, Laura e Beatriz. Il primo matrimonio, piuttosto breve, si era concluso anch'esso col divorzio. 
Dal 2017 convive col politico Túlio Gadêlha.